# تور دوچرخه‌سواری جورجیا
تور دوچرخه‌سواری جورجیا یکی از رقابت‌های مرحله‌ای دوچرخه‌سواری حرفه‌ای در ایالات متحده بود که در ایالت جورجیا برگزار می‌شد. این مسابقه در سال ۲۰۰۳ آغاز شد و تا سال ۲۰۰۸ شش دورهٔ آن برگزار شد. تور جورجیا یکی از سه رویداد دوچرخه‌سواری آمریکای شمالی با درجهٔ استثنایی بود. این مسابقه در سال‌های ۲۰۰۹ و ۲۰۱۰ لغو شد و با وجود هدف‌گذاری حامیان آن برای برگزاری دوباره در سال ۲۰۱۱، تاکنون دورهٔ دیگری از این مسابقه برگزار نشده‌است.

## تاریخچه
مسابقه توسط دپارتمان صنعت، تجارت و گردشگری جورجیا به نفع ائتلاف سرطان جورجیا ایجاد شد. تور جورجیا گردشگری در این ایالت را افزایش داد و از سال ۲۰۰۳ تا ۲۰۰۶ باعث ورود ۲٫۳ میلیون گردشگر و ۲۶ میلیون دلار درآمد شد.
هنگامی که تیم یو اس پوستال سرویس از این مسابقه برای آماده‌سازی لانس آرمسترانگ برای تور دو فرانس استفاده کرد، توجه بین‌المللی به آن جلب شد. آرمسترانگ در سال‌های ۲۰۰۴ و ۲۰۰۵ پیش از تور دو فرانس در این مسابقه شرکت کرد. فلوید لندیس نیز در سال ۲۰۰۶ پیش از قهرمانی در تور، برندهٔ این مسابقه شد.
در ۱۴ نوامبر ۲۰۰۸ برگزار کنندگان تور جورجیا اعلام کردند مسابقهٔ ۲۰۰۹ لغو می‌شود، ولی در سال ۲۰۱۰ باز خواهد گشت. دلیل یاد شده، نبود حامی مالی بود که باعث کاهش نسبی هزینه‌ها در سال ۲۰۰۸ شده‌بود. مسابقهٔ ۲۰۱۰ نیز به دلایل مالی لغو شد و تاکنون دوباره برگزار نشده‌است.